# Filmoor-Standschützenhütte
Horská chata Filmoor-Standschützenhütte je útočiště provozované rakouskou sekcí ÖAV na hlavním hřebeni Karnských Alp.

## Poloha
Chata se nachází na Filmoorböden, v Tyrolsku severně od hranic s italskou provincií Belluno a jihovýchodně pod horou Große Kinigat. Útočiště leží na Karnischer Höhenweg mezi chatou Porzehütte a chatou Obstanserseehütte.

## Historie
V 70. letech 20. století začal Spolek přátel Dolomit pod vedením Walthera Schaumanna obnovovat Karnischer Höhenweg. To si vyžádalo také výstavbu nebo rekonstrukci přístřešků. Z iniciativy Walthera Schaumanna byla v roce 1976 zahájena stavba chaty Filmoor-Standschützenhütte příslušníky Landwehrstammregimentu 64 Lienz (dnešní Jägerbataillon 24 rakouské spolkové armády) a dobrovolníky ze spolku Dolomitenfreunde. Na financování se podílela především rakouská sekce. Stavební materiál, částečně financovaný také obcemi a zemědělskými komunitami, byl do Filmoorböden dopravován pomocí vrtulníků, Haflingů rakouských ozbrojených sil a "bagážních pochodů" vojáků. Po dlouhých víkendových pracích byla chata dokončena v následujícím roce a slavnostně otevřena 14. srpna 1977.
Na památku bojů během horské války v červenci 1915 v okolí Filmooru a Kinigatu a neúnavného úsilí Lesachtaler Standschützen dostala chata na návrh tehdejšího okresního hejtmana Lienzu Othmara Doblandera název Standschützenhütte.
Zpočátku se o chatu staral armádní personál, než ji převzala rakouská sekce. Haflingové rakouských ozbrojených sil se starali o zásobování chaty dřevem téměř 30 let.
V roce 1990 byla přistavěna malá noclehárna. Chata, která se mezitím stala příliš malou, byla v roce 2000 celkově zrekonstruována a byl přistavěn samostatný sociální blok. Staré ubytovny byly v roce 2007 nahrazeny větší noclehárnou se suterénem a byla uvedena do provozu moderní čistička odpadních vod.

## Přístupy
Na chatu Filmoor-Standschützenhütte je možné se dostat z následujících míst:
- Z Kartitsch/Rauchenbachu údolím Erschbaumertal za 3,5 až 4 hodiny chůze nebo údolím Schöntal za 3,5 hodiny.
- Z Kartitscher Sattel přes Schöntal za 3,5 hodiny.
- Z Leitenu přes Leitnertal a jezera Stuckensee (Unterer Stuckensee (1928 m) a Oberer Stuckensee (2032 m)) za 3 až 5 hodin.

## Túry v okolí
Z chaty Filmoor-Standschützenhütte se lze dostat mimo jiné po Karnischer Höhenweg k následujícím chatám:
- Chata Obstanserseehütte (2304 m) v délce 3 hodin chůze.
- Chata Porzehütte (1942 m) za 3 hodiny
- Sillianer Hütte (2447 m) za 7 hodin
- Hochweißsteinhaus (1868 m) za 11 hodin

Z chaty lze rovněž uskutečnit následující výstupy:
- Große Kinigat (2689 m) za 1 hodinu
- Filmoorhöhe (2457 m) s via ferratou "Corrado d'Ambros" za ½ hodiny

## Galerie

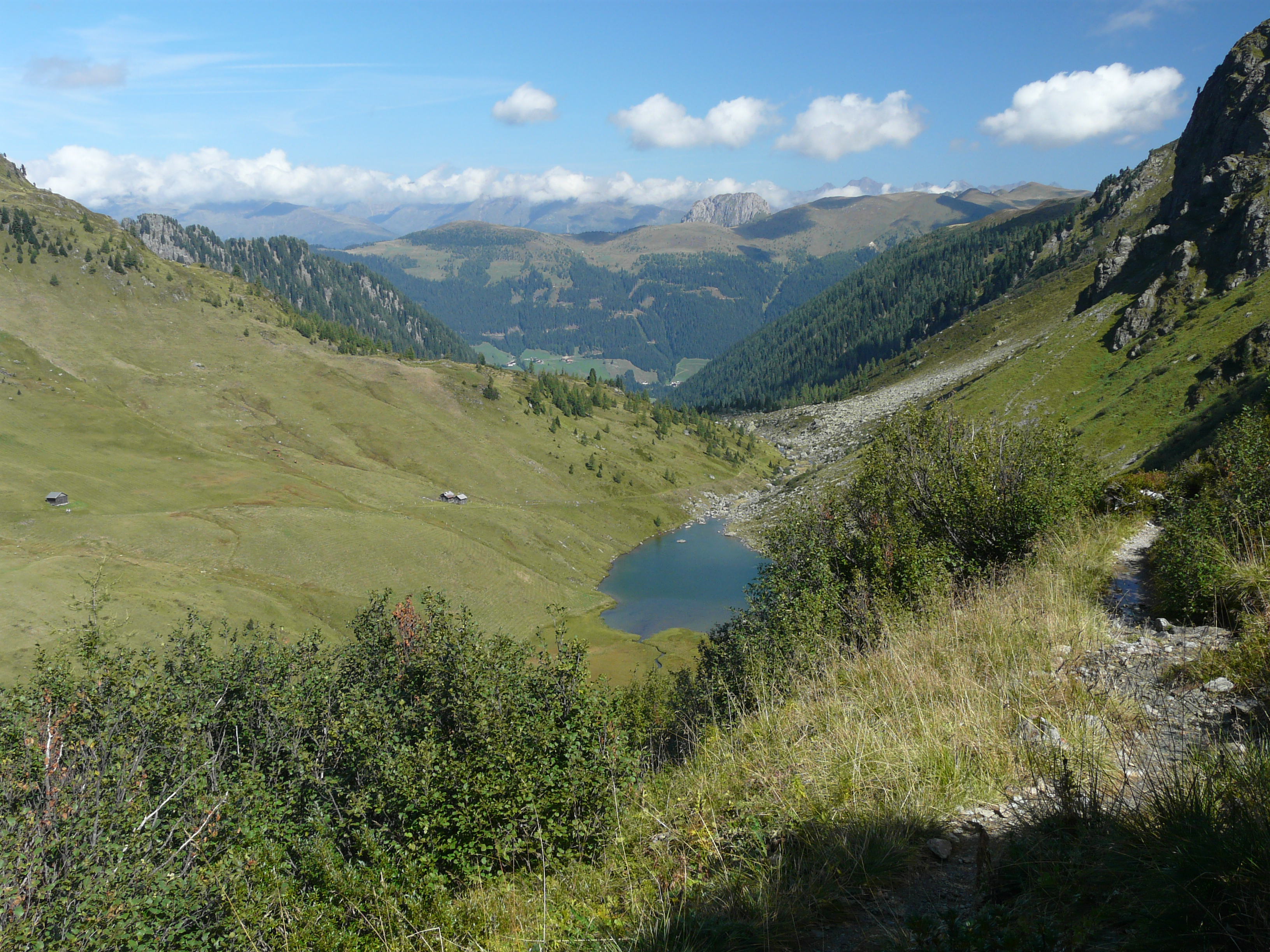
přístup přes Untere Stuckensee v Leitnertalu (pohled na sever)
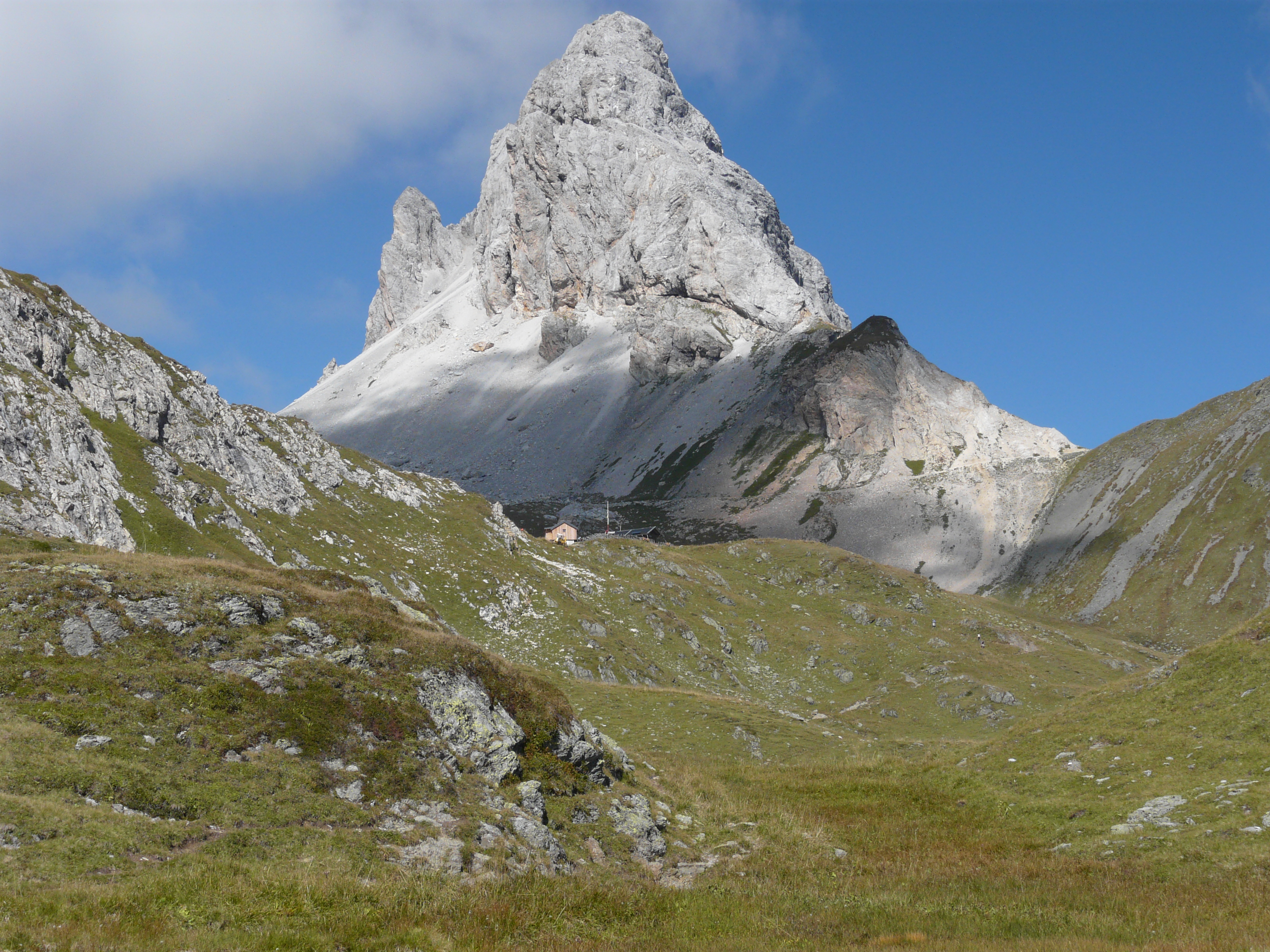
Chata Filmoor-Standschützenhütte před Große Kinigat
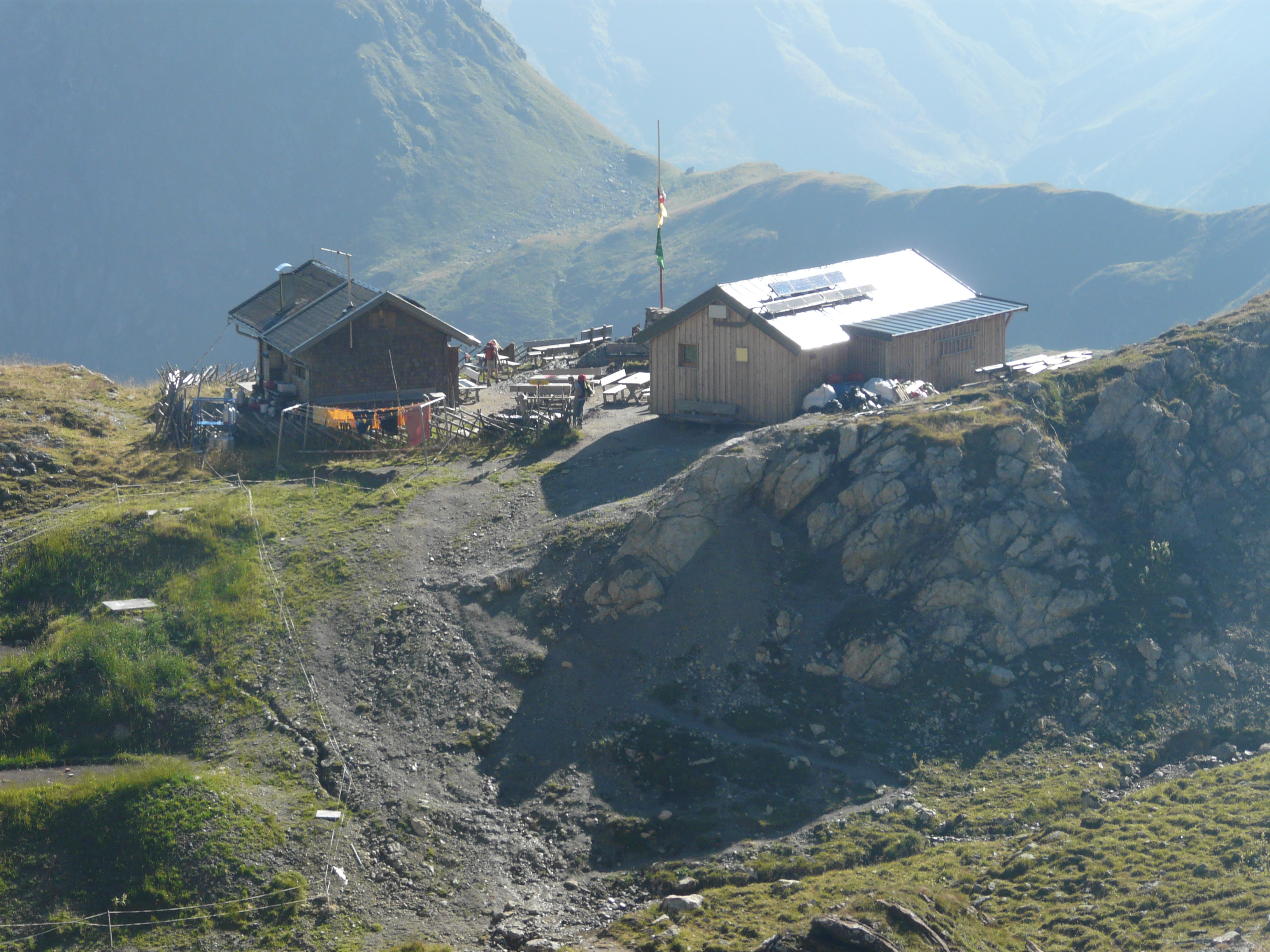
Hlavní a vedlejší budovy chaty
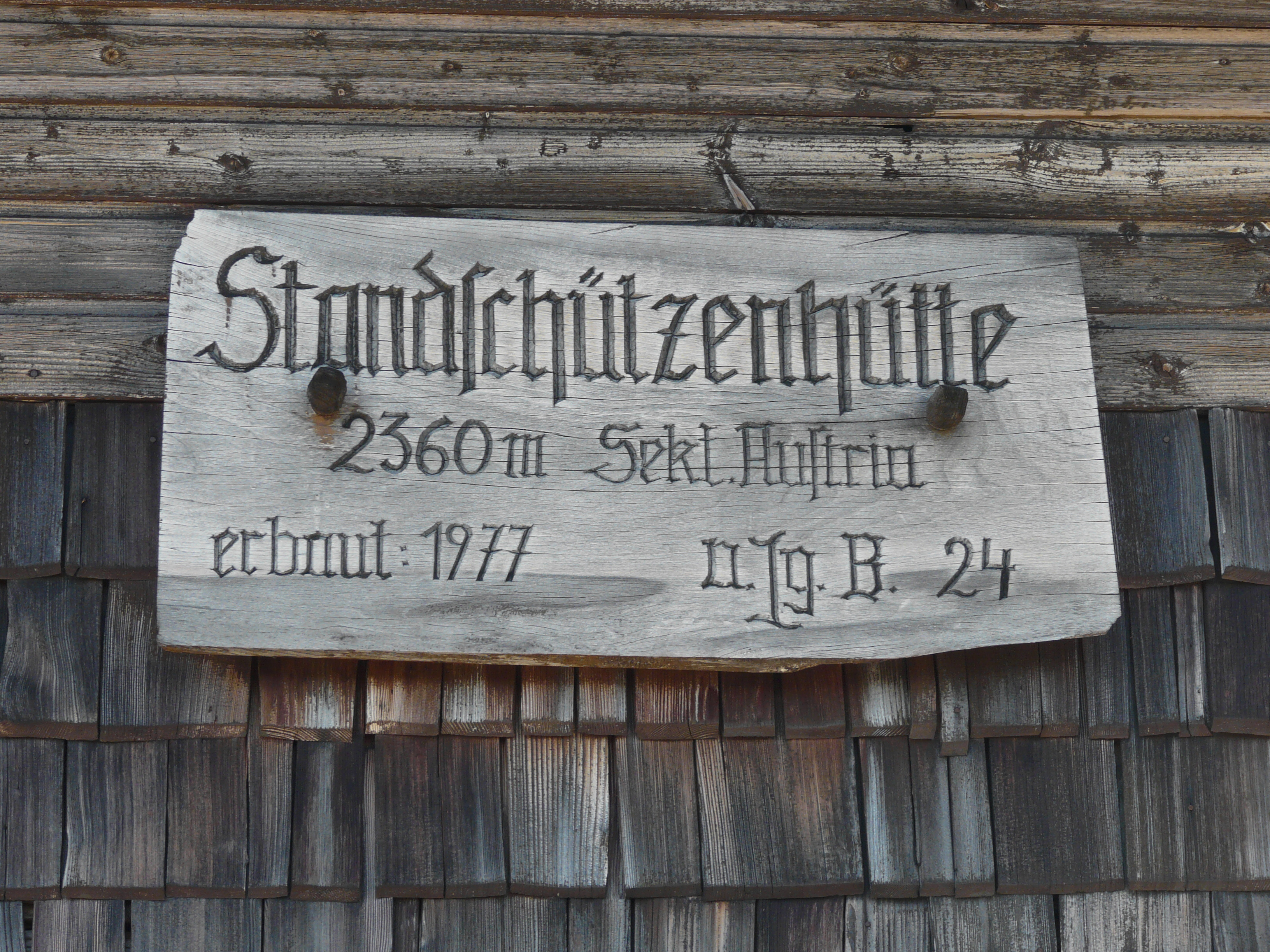
Nástěnný panel chaty Filmoor-Standschützenhütte
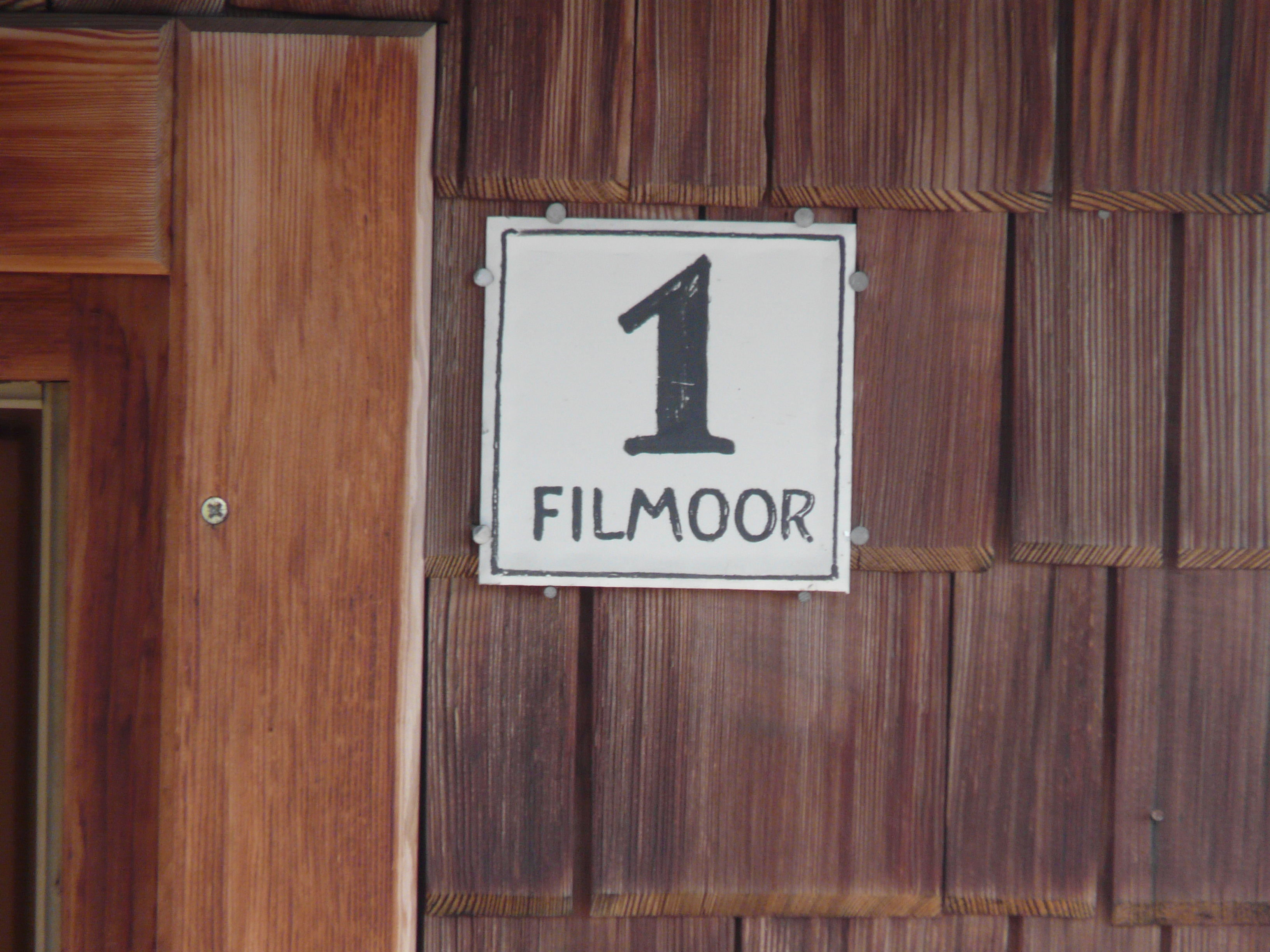
Číslo popisné Filmoor-Standschützenhütte